# Джафаров, Ибрагим Гасан оглы
Ибрагим Гасан оглы Джафаров (азерб. İbrahim Həsən oğlu Cəfərov; род. 20 января 1956, Düdəngə, Нахичеванская АССР) — профессор, ректор Азербайджанского государственного аграрного университета (2013—2022). Член-корреспондент НАНА, член Совета ректоров ведущих аграрных вузов государств-участников СНГ.

## Биография
Родился 20 января 1956 года в деревне Дюденги Шарурского района Нахичеванской Автономной Республики.
Окончил Азербайджанский Институт сельского хозяйства (1985).
В 1985—1988 годах — аспирант Московской сельскохозяйственной академии им. Тимирязева.
19 февраля 1989 года получил степень кандидата сельскохозяйственных наук.
В 2005 году получил степень доктора сельскохозяйственных наук.
В 1993—2002 годах декан, после — проректор Азербайджанского государственного аграрного университета.
С 25 июля 2013 года по 6 сентября 2022 года — ректор Азербайджанского государственного аграрного университета.
В 2000—2013 годах был председателем второго округа Гянджинского избирательского комитета.

## Награды
- Орден «За службу Отечеству» 3-й степени (7 ноября 2016 года) — за заслуги в развитии сельского хозяйства и плодотворную деятельность на государственной службе[4]

## Научные работы
1. Биологические особенности развития милдью винограда в условиях Нахичевани // Известия ТСХА, 1988, вып. 5, с. 125—130
2. Курчавость листьев персика в Азербайджане / Сучаний стан i перспективи захисту плодово-ягiдних культур i винограду вiд шкiдливих организмiв. Матерiали Всеукраiтськой научново- практичной конф-цii Харкiв, 2001, с.133-137
3. Патогенная микобиота косточковых плодовых пород Азербайджана и её особенности // Земляробства i ахова раслiн, 2003, № 3, с.36-37
4. Парша косточковых культур и меры борьбы с нею // Садоводство и виноградарство, 2003, № 3, с.10-11
5. Анализ микобиоты косточковых плодовых культур Азербайджана // Земляробства i ахова раслiн, Минск, 2007, № 2 (51), с.30-32
6. О микобиоте косточковых плодовых культур Азербайджана // Труды института Ботаники национальной академии наук Азербайджана, Баку, «Элм», 2007, т. XXVII, с.125-131
7. Tağlı bitkilərin plantasiyalarında fitosanitar vəziyyəti təhlili / Ümummilli Lider Heydər Əliyevin anadan olmasının 91-ci ildönümünə və ADAU-nun 85 illik yubileyinə həsr olunmuş elmi konfransın materialları. Gəncə, № 1, 2014, s.6-14
8. Биологическая эффективность фунгицидов на озимой пшенице // Защита и карантин растений, 2015, с.48-49
9. Повышение продуктивности семечковых плодовых пород в Губа-Хачмазской зоне Азербайджана /«Основы повышения продуктивности агроценозов» материалы международной научно-практической конференции, посвященной памяти известны ученых И. А. Муромцева и А. С. Татаринцева (24-26 ноября 2015 г.), Мичуринск-наукоград РФ, 2015, с.78-82
10. Morphology, Molecular İdentity, and Pathogenicity of Vertucillium dahliae and V.longisporum Associated with İnternally Discolored Horseradish Roots // Plant disease, volume 100, number 4, 2016, p.749-757